# 相良治頼
相良 治頼（さがら はるより、永正11年（1514年） - 天文15年5月11日（1546年6月9日））は、戦国時代の武将。相良氏の家臣。相良長弘の子。頼泰の孫。官途は治部少輔。

## 略歴
永正11年（1514年）、相良長弘の子として八代にて誕生。祖父頼泰が宗家に謀反を起こしたため、幼少であった父長弘は八代に逃れて死を逃れた。
治頼は成長すると16代当主相良義滋（長唯）に仕えた。治頼は天性器量に優れ、武技に通じ、天道兵法に詳しく芸能の嗜みも深かった。八代岡（八代市岡町）の地頭として功があり、民心も得ていた。それで球磨郡の重臣の中にもその人となりに心服し、謀反（下克上）を唆す者があった。治頼もついにその気になって決意するが、その企みは内通者によってすぐに露見した。義滋が治頼に切腹を命じるつもりであるという話が伝わると、治頼は観念して自害しようとしたが、犬童頼安（軍七）と宮原玄蕃がこれを止めて、人吉に逃れて同志を集めて一戦交えようと説得したので、これに従って球磨郡に向かった。
天文14年（1545年）6月15日夜半、10名程度の一行は、万江川（球磨川の支流、人吉市の西の境）に至った。しかしその情報をつかんだ人吉の井手隼人と林田忠次郎が待ち受けていて、「人吉の謀臣は皆自害した」と嘘を教え、郡内に入るのを妨害しようとした。治頼はこれを怪しみ、厳しく詰問したので、両人は答えに窮し、怒った治頼は林田を斬るが、井手を取り逃がしてしまった。治頼は取りあえず山道を使って、一時真幸院まで逃れることにした。義滋は八代から追手を差し向けたが、この頃には治頼はすでに逃れていた。
しばらくして、球磨・葦北の味方が治頼の元へ集まって来たので、林田・井手に騙されたことがわかり、改めて手勢40余人を率いて球磨郡に向かった。7月14日夜、多良木に至って鍋城に入った。鍋城では税所源兵衛が応対したが、治頼らを歓迎するふりをして、城は城壁が強固ではないからと入城を拒み、地頭岩崎加賀の家に入れと勧めて、そのうちに直接八代に通報。岩崎加賀も深水出羽と謀って歓迎するふりをして家に泊めるが、夜のうちに逃亡した。結局、治頼は期待した応援を得られなかった。
義滋は人吉の兵を追討に派遣することにした。9月13日、治頼は耳取原にて僅か40人余りの手勢でこれを迎え撃ったが、衆寡敵せずに敗退。久米の地頭を頼ったがこれにも断られたので、日向国に逃れ、さらに豊後国に移住した後、一年後の天文15年（1546年）、佐賀関にて病死した。享年33。法名は摩利支天正位。
治頼の祟りが原因で義滋もほどなくして亡くなったという伝承がある。他方、犬童軍七と宮原玄蕃はそれぞれ出家して諸国を流浪するが、後に帰参を許される。
天文18年（1549年）、治頼とその母の祟りがあるということで、第17代当主晴広は、西村・久米・宮原・黒肥地・多良木東村の各地に新八幡宮という治頼神社を5社造らせ、その霊を祀らせた。